# Jacques Brinkman
Jacques Brinkman (* 26. August 1966 in Utrecht) ist ein ehemaliger niederländischer Hockeyspieler, der bei den Olympischen Spielen 1996 und 2000, den Weltmeisterschaften 1990 und 1998 sowie der Europameisterschaft 1987 jeweils die Goldmedaille gewann.

## Sportliche Karriere
Der 1,82 m große Jacques Brinkman bestritt 339 Länderspiele für die niederländische Nationalmannschaft, in denen der Mittelfeldspieler 80 Tore erzielte. Damit war er Rekordinternationaler der Niederlande, später wurde er von Jeroen Delmee mit 401 Länderspielen und von Teun de Nooijer mit 453 Länderspielen übertroffen.
Seine erste internationale Medaille gewann Jacques Brinkman bei der Europameisterschaft 1987 in London. Die Niederländer belegten in der Vorrunde den zweiten Platz hinter der englischen Mannschaft. Im Finale trafen die beiden Mannschaften erneut aufeinander und die Niederländer gewannen nach Siebenmeterschießen. Bei den Olympischen Spielen 1988 in Seoul belegten die Niederländer in der Vorrunde den zweiten Platz hinter den Australiern. Im Halbfinale unterlagen die Niederländer der deutschen Mannschaft mit 1:2. Da auch die Australier ihr Halbfinale gegen die Briten verloren, trafen die Australier und die Niederländer im Spiel um den dritten Platz erneut aufeinander. Die Niederländer gewannen mit 2:1.
Bei der Weltmeisterschaft 1990 in Lahore waren die Niederländer in der Vorrunde Zweite hinter den Australiern. Nach dem 3:2-Halbfinalsieg über die deutsche Mannschaft gewannen die Niederländer im Finale mit 3:1 gegen die Mannschaft des Gastgeberlandes Pakistan. 1991 unterlagen die Niederländer den Deutschen im Finale der Europameisterschaft in Paris mit 1:3. 1992 trafen sich die Mannschaften Pakistans und der Niederlande bei den Olympischen Spielen in Barcelona sowohl in der Vorrunde als auch im Spiel um den dritten Platz und beide Male siegten die Pakistaner.
Zwei Jahre später im Finale der Weltmeisterschaft 1994 trafen Pakistan und die Niederlande erneut aufeinander und wieder siegte die Mannschaft Pakistans. 1995 trafen sich im Finale der Europameisterschaft in Dublin wie vier Jahre zuvor die Deutschen und die Niederländer. Die Entscheidung fiel im Siebenmeterschießen, das die Deutschen mit 9:8 für sich entschieden. 1996 nahm Jacques Brinkman an den Olympischen Spielen 1996 in Atlanta teil. Die Niederländer gewannen ihre Vorrundengruppe und bezwangen im Halbfinale die Deutschen mit 3:1. Im Finale siegten sie mit 3:1 über die spanische Mannschaft.
Die Weltmeisterschaft 1998 fand in Utrecht statt. In der Vorrunde belegten die Niederländer den zweiten Platz hinter der deutschen Mannschaft, wobei das direkte Duell mit 5:1 für die Deutschen endete. Im Halbfinale bezwangen die Niederländer die Australier mit 6:2 und trafen im Finale auf die Spanier. Das Finale endete mit 3:2, Teun de Nooijer erzielte das Golden Goal in der Verlängerung. Nur Jacques Brinkman und Stephan Veen gehörten sowohl 1990 als auch 1998 zur niederländischen Weltmeistermannschaft. Bei der Europameisterschaft 1999 in Padua trafen im Finale zum dritten Mal in Folge die Niederländer auf die deutsche Mannschaft. Nach der regulären Spielzeit stand es 3.3, im Siebenmeterschießen siegten die Deutschen mit 5.4, wobei Brinkman seinen ersten Siebenmeter traf und in der zweiten Runde verfehlte. 2000 bei den Olympischen Spielen in Sydney belegten die Niederländer in der Vorrunde den zweiten Platz hinter der Mannschaft Pakistans. Im Halbfinale setzten sich die Niederländer im Siebenmeterschießen gegen die Australier durch, das Finale gewannen sie ebenfalls im Siebenmeterschießen gegen die Südkoreaner.
Auf Vereinsebene spielte Jacques Brinkman für den SV Kampong, für den Amsterdamsche Hockey & Bandy Club und am Ende seiner Karriere für den Stichtse Cricket en Hockey Club. 2003 beendete er seine Karriere als Spieler, danach war er als Trainer tätig. Außerdem ist er Eigentümer und Braumeister der Brauerei De Uddelaer. Thierry Brinkman, der Sohn von Jacques Brinkman, ist ebenfalls niederländischer Hockeynationalspieler.